# サン・イシドロ・マクドナルド銃乱射事件
座標: 北緯32度33分21秒 西経117度03分15秒 / 北緯32.55590度 西経117.05417度
サン・イシドロ・マクドナルド銃乱射事件（サン・イシドロ・マクドナルドじゅうらんしゃじけん）は1984年7月18日にサンディエゴ・サン・イシドロ地区のマクドナルドの店内およびその周辺で発生した銃乱射事件。
ジェイムズ・ヒューバティ（James Huberty、41歳）がSWATの狙撃手に射殺されるまで店長以下21人を射殺し19人を負傷させた。犠牲者のほとんどはヒスパニック系だった。
オハイオ州出身のヒューバティはポリオによる歩行障害を負っており、溶接工の職を得ていたが不況により失職し、次第に精神に変調をきたし始める。その後メキシコで職を求めたがうまくいかず、サン・イシドロで警備員を務めたが事件の2週間前に解雇され、自暴自棄に陥ったことが動機と考えられている。残されたヒューバティの妻と娘たちは多数の殺害予告を受けて、知人の家に疎開することを余儀なくされた。その後彼女たちは引っ越しを余儀なくされ、娘たちは偽名を使って転校をせざるを得なかった。事件から19年後にヒューバティの妻はガンで他界している。
ルビーズ銃乱射事件（1991年）が発生するまでアメリカ史上最悪の銃乱射事件であり、犯人が自殺したのではなく射殺された事件では2番目に死者数が多い銃乱射事件である。
なお、事件の直後マクドナルドはテレビ及びラジオでの宣伝をしばらく自粛することを決め、ライバル会社のバーガーキングもこれに追随し同じくメディアでの宣伝をしばらく自粛する事を決定した。また事件の現場となった店舗は2日後に営業再開したが9月に閉店、建物は取り壊され敷地は州立サウスウェスタン・カレッジに売却された後に慰霊碑が建てられている。
1988年には、この事件を基にした『ザ・テロリスト/黒い水曜日』という映画も制作された。